# Antonie Klein
Alvine Luise Antonie Klein, geb. Voigt, in erster Ehe verh. Cosmar (* 1806 in Magdeburg; † 1870 in Dresden), war eine deutsche Schriftstellerin, Übersetzerin und Moderedakteurin. Sie veröffentlichte teilweise unter dem Pseudonym A. Cosmar, nach ihrer Eheschließung mitunter als Antonie Klein (Cosmar).

## Leben
Sie kam als Tochter des Justizrats August Ferdinand Voigt in Magdeburg zur Welt. Ihre Mutter verstarb früh und Antonie Voigt wuchs vom Vater verwöhnt auf. Sie heiratete 1827 den Schriftsteller Alexander Cosmar (1805–1842) und wurde bald darauf Mitarbeiterin seiner 1832 gegründeten Zeitschrift Berliner Modenspiegel in- und ausländischer Originale. Eine Zeitschrift für die elegante Welt. Es folgten Übersetzungen aus dem Französischen, darunter 1841 eine Übertragung von Eugène Scribes Das Glas Wasser, sowie ab den 1830er-Jahren eigene Lustspiele und Romane. Populär wurden ihre Übertragungen der Werke von Louise d’Aulney (Pseudonym für Julie Gouraud, 1810–1891) um die Puppe Wunderhold. Ihre Werke veröffentlichte sie unter dem Pseudonym A. Cosmar; sie wurden daher in der Öffentlichkeit als Werke ihres Mannes angesehen.
Alexander Cosmar verstarb 1842, weshalb die Witwe nun ihren Lebensunterhalt mit Schreiben verdienen musste. Sie führte erfolgreich den Berliner Modenspiegel fort, dessen Erscheinen bis 1849 nachgewiesen ist, und heiratete einen langjährigen Mitarbeiter, den Berliner Redakteur, Theaterautor und promovierten Mediziner Julius Leopold Klein. Die Ehe wurde von dem Ministerialrat im Schul- und Kulturministerium Johannes Schulze vermittelt.
Klein gründete nach Einstellung der Zeitung 1850 die Berliner Moden- und Musterzeitung (ab 1851 Victoria: illustrirte Muster- und Moden-Zeitung), die sie zwei Jahre lang führte. Eine weitere von ihr gegründete Zeitschrift, war 1854/55 der Bazar. Erste Damen- und Moden-Zeitung, eine Zeitschrift mit Schnitt-Anleitungen und Musterkarten für Zeugstoffe wie Wolle, Seide und Leinen, die sie – bereits unter dem Namen Antonie Klein – allerdings nur drei Monate lang gemeinsam mit Feodor Wehl redigierte. Zwei Jahre lang war sie zudem Redaktionsleiterin der Gersonschen Modezeitung.
Später veröffentlichte Antonie Klein unter ihrem Ehenamen, zunächst mit dem Zusatz (Cosmar). Allerdings trennte sich das Paar bald wieder, offenbar ohne sich scheiden zu lassen. In den 1860er Jahren blieb Julius Leopold Klein in Berlin, während Antonie Klein in Dresden lebte, laut Adressbuch als „D. med. Gattin“, wo sie vermutlich 1870 verstarb.

## Werke (Auswahl)

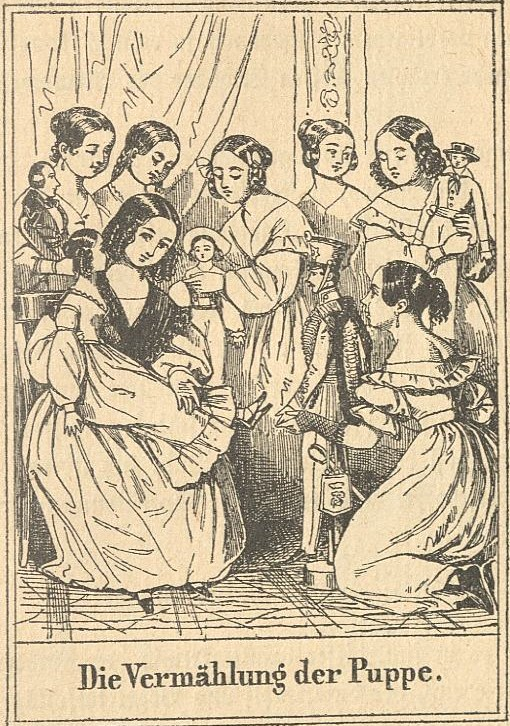
Theodor Hosemann, Zeichnung zu Schicksale der Puppe Wunderhold (1839)

(Die mit * markierten Werke werden auch ihrem ersten Ehemann Alexander Cosmar zugeschrieben)

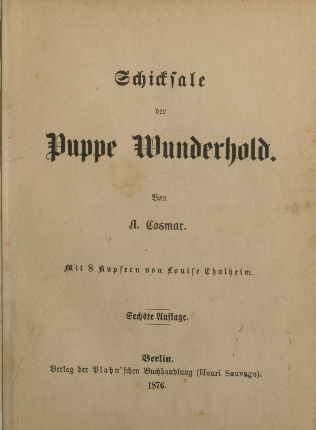
Schicksale der Puppe Wunderhold (1876)

- *Die Ehrendame. Lustspiel in einem Aufzuge. Nach Dupin von Alexander Cosmar. Manuscript für Bühnen, ohne Ortsangabe 1836.
- *Drei Frauen auf einmal! Poße in 1 Aufzug nach Eugène Scribes La frontière de Savoie von Alexander Cosmar. Berlin 1836.
- Der König von 16 Jahren. Lustspiel. 1837.[9]
- Der Wundertrank. Dramatische  Aufgabe in einem Aufzuge. Nach dem Französischen la fiole de Cagliostro von Philippe Dumanoir bearbeitet von A. Cosmar. Bloch, Berlin ohne Jahr.
- *Vierundzwanzig Stunden Bedenkzeit. Lustspiel in einem Aufzug. Nach dem Französischen mariage raisonablevon Jacques-François Ancelot. Bühnenmanuskript 1837.
- Der Gefangene wider Willen. Dramatische Aufgabe in einem Akt. Bloch, Berlin 1837.
- Die Eröffnungsrede. Lustspiel in einem Aufzug nach Rougemont. Berlin 1839.
- Drei Ehen und eine Liebe. Lustspiel in drei Abtheilungen nach dem Französischen des Rosier. Bloch, Berlin 1839.
- Frauenwert. Drama in zwei Akten. Frei nach Scribe. Hayn, Berlin 1839.
- Schicksale der Puppe Wunderhold. Zur Unterhaltung für kleine Mädchen. Den Mémoires d'une Poupée der Mademoiselle Louise d'Aulnay nacherzählt. Morin, Berlin 1839. (Digitalisat der 3. Aufl. 1866)
- Neue Schicksale der Puppe Wunderhold. Zur Unterhaltung für kleine Mädchen der suite des "Mémoires d'une poupée" der Louise d'Aulnay nacherzählt. Morin, Berlin 1839.
- Schicksale eines Polichinell. Von Eugénie Foa. Für die deutsche Jugend bearbeitet von A. Cosmar. Morin, Berlin 1840.
- Ein Heirathsgesuch. Aus dem modernen Leben. Morin, Berlin 1841.
- Das Glas Wasser. Lustspiel in 5 Akten von Eugène Scribe. Deutsch bearbeitet von A. Cosmar. Bloch, Berlin 1841.
- Erziehung und Ehe. Ein Roman aus neuerer Zeit. Roman in drei Bänden. Grunow, Leipzig 1864. (Digitalisat  Band 1) (Band 2), (Band 3)
- Puppe Wunderhold’s Freundinnen. Nach Louise d’Aulney. Plahn, Berlin 1866.

## Artikel (Auswahl)
- Zur Geschichte der männlichen und weiblichen Zöpfe. In: Conversations-Blatt. (Beilage zum Regensburger Tagblatt) Nr. 37, 26. März 1856 (Web-Ressource); Nr. 38, 28. März 1856 (Web-Ressource).
- Einleitung zu Die Leibwäsche. Ein Hand- und Lehrbuch für Frauen und Töchter, Schotte & Comp., Berlin 1858.[10]
- Die Hausfreundin. Ein Zeitbild aus der Gegenwart. In: Victoria. Illustrirte Muster- und Mode-Zeitung Jg. 20, Nr. 40, 22. Oktober 1870, S. 308–312 (Web-Ressource); Nr. 42, S. 324–327 (Web-Ressource): Nr. 44, 22. November 1870, S. 240–344 (Web-Ressource); Nr. 46, 8. Dezember 1870, S. 355–359 (Web-Ressource); weitere, nicht digitalisierte Folgen im Jahrgang S. 366 ff., S. 370 ff.

## Briefe
- Autobiographischer Brief an Gustav Scheve, 12. Dezember 1864, in ders.: Phrenologische Frauenbilder. Dresdens Schriftstellerinnen der Gegenwart. Schöpff, Dresden 1865, S. 340 (Digitalisat).